# Daniil Alexandrowitsch Zyplakow
Daniil Alexandrowitsch Zyplakow (russisch Даниил Александрович Цыплаков, engl. Transkription Daniil Tsyplakov; * 29. Juli 1992 in Komsomolsk am Amur) ist ein russischer Hochspringer.
2009 gewann er Bronze bei den Leichtathletik-Jugendweltmeisterschaften in Brixen und 2013 Silber bei den Leichtathletik-U23-Europameisterschaften in Tampere.
2014 wurde er jeweils Fünfter bei den Leichtathletik-Hallenweltmeisterschaften in Sopot und bei den Leichtathletik-Europameisterschaften in Zürich.
2015 siegte er bei den Leichtathletik-Halleneuropameisterschaften in Prag sowie bei der Universiade in Gwangju und wurde Fünfter bei den Leichtathletik-Weltmeisterschaften in Peking.

## Persönliche Bestleistungen
- Hochsprung: 2,33 m, 3. August 2014, Saransk
  - Halle: 2,34 m, 18. Februar 2014, Moskau